# Hyla hallowellii
Hyla hallowellii är en groddjursart som beskrevs av Thompson 1912. Hyla hallowellii ingår i släktet Hyla och familjen lövgrodor. IUCN kategoriserar arten globalt som livskraftig. Inga underarter finns listade i Catalogue of Life.